# NGC 6379
NGC 6379 este o galaxie spirală situată în constelația Hercule. A fost descoperită în 15 mai 1864 de către Albert Marth.